# Port Authority Trans-Hudson
Port Authority Trans-Hudson (PATH) – system metra w Stanach Zjednoczonych, łączący dzielnicę Nowego Jorku – Manhattan z miejscowościami położonymi po drugiej stronie rzeki Hudson, w stanie New Jersey (Jersey City, Hoboken, Harrison i Newark).
PATH jest jedną z niewielu kolei, które działają 24 godziny na dobę. Składy PATH pokonują Hudson poprzez tunele leżące pod dnem rzeki.
PATH ma dwie stacje końcowe na Manhattanie: World Trade Center (WTC) i 33rd Street.

## Galeria

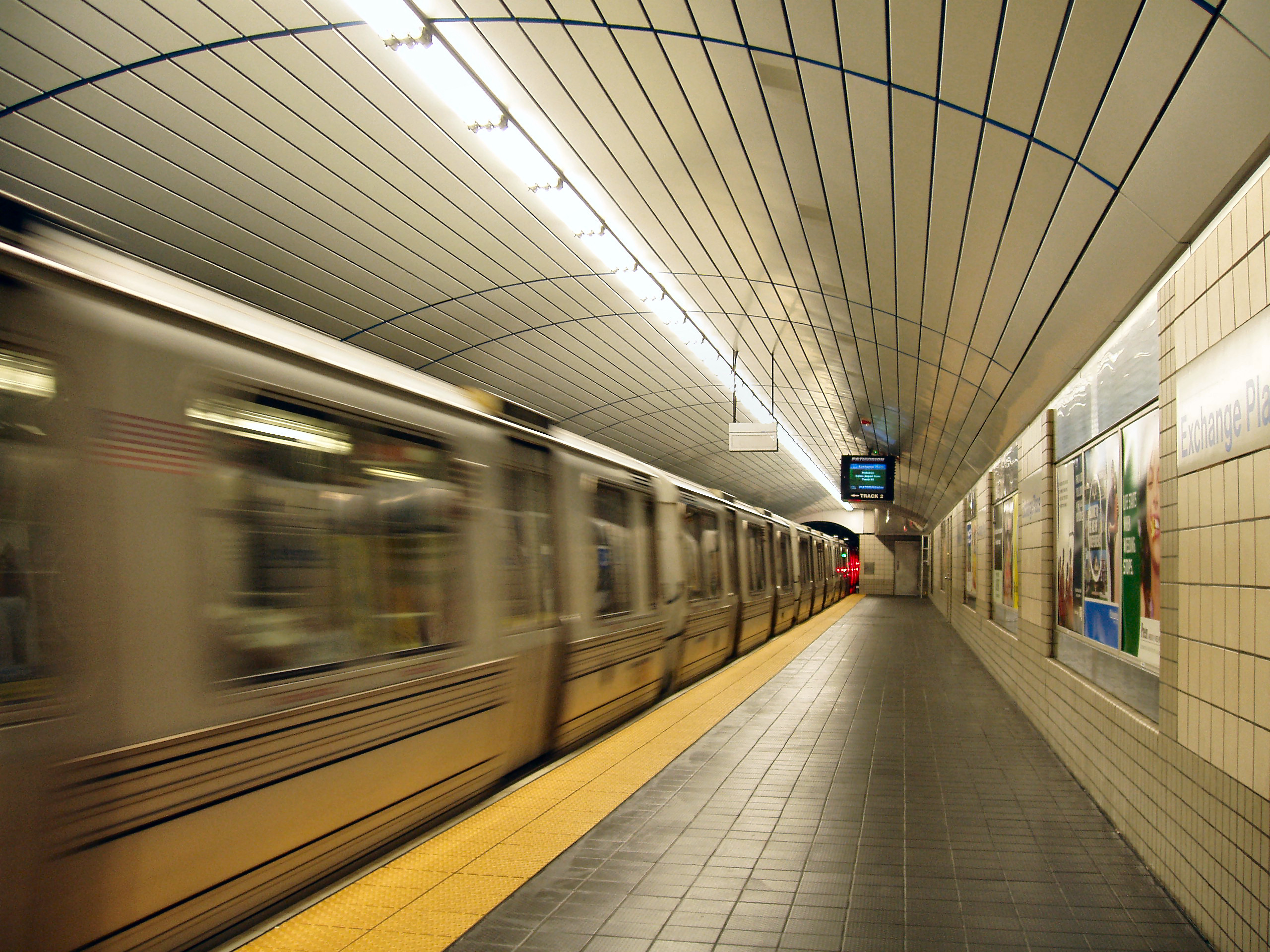
Stacja kolei PATH w Jersey City
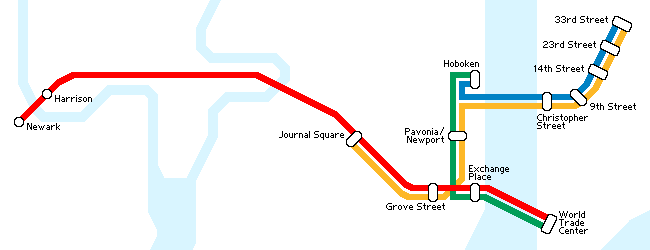
Schemat linii